# マリリン・ボス・サバント
- マリリン・ヴォス・サヴァント

マリリン・ボス・サバント（Marilyn vos Savant、1946年8月11日 - ）は、アメリカ合衆国のコラムニスト、作家、講師、劇作家。ミズーリ州セントルイス出身。
一時期、ギネス・ワールド・レコーズに「最も高いIQ（知能指数）」を有するとして認定されていたことで知られる。

## 人物
アメリカ合衆国ミズーリ州セントルイス生まれ。en:St. Louis Community College–Meramecに通った後、セントルイス・ワシントン大学で哲学を学ぶが、家族の投資ビジネスを助けるために2年で退学している。
読者から寄せられた数学・論理パズル、哲学、物理、政治、教育、人生相談などの様々な質問に彼女が答えるコラム「マリリンに聞く (Ask Marilyn)」を1986年から米紙「パレード」に連載している。
1990年、「マリリンに聞く」で読者が「モンティ・ホール問題」について質問した際、直感に反するマリリンの回答が大きな反響を呼び、高名な数学者ポール・エルデシュまでもが反論する事態となったが、コンピュータによる実験でマリリンの正しさが実証された。

## IQ
彼女が高いIQを持つことは広く知られており、メンサやプロメテウスソサエティを含む、高IQを持つ人物のみを受け入れるいくつかのクラブにも入会している。IQテストとは元来そのようなものであるが、様々なテストを受けた結果の数値にはばらつきがあり、彼女の正確なIQについては依然として論争がある。今のところ 167+, 186, 218, 228, 230, 249, 271, 304, 339という結果が出ており、ギネスブックではその中の304が採用された。
なお、ギネスが認定にあたって引用したのはスタンフォードビネーと、メガテストのIQである。スタンフォードビネーの結果は、IQ 228であった。これは比率IQである。これは精神年齢と生活年齢から求められるIQであるが、彼女は10歳6か月の時に22歳10か月の精神年齢と測定された。しかし、正式にはIQ 170以上を測定しないことになっているため、当該スコアは規定違反によって得られたスコアである。メガテストでは、48問中46問を正答し、標準偏差16でIQ 186を記録した。メガテストはロナルド・Ｋ・ホーフリンによって作成されたテストであり、高い知能指数も測定可能である。しかし、専門家からサンプルの偏りなどにおいて批判されており、意味のない数値と言われている。なお、マリリン本人は、知能は様々な要因が絡んでおり、知性を測定するという試みは無意味であるとコメントしている。
ギネスブックは1985年に彼女を存命中の世界一IQの高い人物として認定したが、1990年にマリリンの正確なIQについて論争があることと、そもそも世界一IQの高い人物を認定すること自体が無意味で信憑性がないこととして、「世界一IQの高い人物」カテゴリーそのものを削除している。そのため、彼女が「世界一IQの高い人物」としてギネスに公式認定された最後の人物であったことになる。

## 著書
- マリリン・ヴォス・サヴァント『史上最大の難問が解けた！　ミズIQの「フェルマー最終定理の証明」事件簿』河野至恩・吉永良正訳、白揚社、1995年10月。ISBN 4-8269-0065-1。
- マリリン・ヴォス・サヴァント『気がつかなかった数字の罠　論理思考力トレーニング法』東方雅美訳、中央経済社、2002年10月。ISBN 4-502-36500-9。